# KMRU
KMRU est le nom d'artiste du musicien expérimental kényan Joseph Kamaru, né en 1997 à Nairobi. Il est le petit-fils de Joseph Kamaru (en) (1939-2018), musicien de benga et de gospel.

## Biographie
En 2018, KMRU se produit pour la première fois au festival Nyege Nyege, en Ouganda. 
En 2019, il voyage à Berlin pour jouer au CTM Festival. La même année, l'un de ses morceaux est inclus sur une compilation du label canadien Mau5trap. 

### 2020:Peel,Opaquer,Jar
Son album Peel, a été publié le 1er juillet 2020 sur le label autrichien Editions Mego. KMRU a enregistré cet album en avril 2020 à Nairobi, pendant la pandémie de Covid-19, en l'espace de 48 heures. Sur Peel, selon Philip Sherburne, "field recordings et sons synthétisés se rejoignent dans une trame poreuse". 
Plusieurs publications se succèdent en 2020: l'album Opaquer sort le 15 août 2020 sur le label américain Dagoretti Records, suivi par l'album Jar le 15 septembre 2020 sur le label allemand Seil Records. 
En octobre 2020, KMRU se rend à Berlin pour étudier à l'Université des arts de Berlin, dans le programme d'études master "Sound Studies and Sonic Arts", notamment auprès de Jasmine Guffond. 

### 2021:Logue
Le 14 mai 2021, son album Logue est publié sur le label britannique Injazero. Il réunit des morceaux créés entre 2017 et 2019. Logue est cité par John Lewis dans The Guardian comme l'un des 10 meilleurs albums de 2021, et décrit comme "un mélange addictif d'electronica, de synthpop en slow motion, et de field recordings bucoliques d'Afrique de l'Est". 
Egalement en 2021, Warp Records propose à KMRU de produire un remix de la musique du groupe post-rock Seefeel, pour accompagner la compilation rétrospective Rupt and Flex (1994-96). KMRU produit un remix de 60 minutes intitulé Rapture To Rupt, qui est édité par Warp Records au format digital et cassette. 

### 2022:Limen,Epoch
Le 29 avril 2022, KMRU publie Limen, une collaboration avec Aho Ssan (compositeur parisien qui crée ses propres instruments numériques), sur le label Subtext, qui comporte des compositions créées pour l'édition 2021 du festival Berlin Atonal. Pour décrire cette collaboration, le critique Philip Sherburne évoque "le grondement tectonique et le grincement de l'acier", ainsi que "le murmure du bruit blanc et des chœurs synthétiques". Will McCartney le décrit comme "une œuvre riche caractérisée par le volume, la dissonance et l'émotion fracturée". 
Au cours de l'année 2022, KMRU accompagne la tournée du groupe américain Big Thief.  
Le 25 octobre 2022, son album Epoch est publié sur Seil Records. C'est un album calme et introspectif, enregistré après des voyages et tournées intenses. La plupart des sons ont été produits avec le synthétiseur Prophet REV2. 

### 2023:Dissolution Grip,Stupor
Le 2 septembre 2023, le label Vaagner édite Drawing Water, comportant trois courtes pièces que KMRU avait publiées en 2020. Sur cette nouvelle édition, les pièces sont suivies par une version retravaillée par Abul Mogard.  
La pièce Dissolution Grip est diffusée le 15 avril 2023 sur l'Acousmonium lors du festival Présences électronique. Le 29 septembre 2023, son album Dissolution Grip (en) sort sur le label OFNOT. Marc Weidenbaum observe que cet album est dénué des field recordings souvent utilisés par KMRU, qui n'utilise ici que des sons synthétiques. Zoë Beery relie les sonorités de Dissolution Grip aux œuvres de La Monte Young, et aux compositeurs minimalistes Terry Riley et Steve Reich.  
Le 10 novembre 2023, son album Stupor est publié sur le label finlandais Other Power.

### 2024:Disconnect,Natur
Le 10 avril 2024, KMRU annonce l'album Disconnect, qui sort le 14 juin sur le label anglais Phantom Limb. Il s'agit d'un album en collaboration avec le musicien anglais Kevin Richard Martin (The Bug), qui est décrit par Resident Advisor comme «une exploration de l'effroi, de l'espoir et des sons profonds» et par Pitchfork comme «un déluge amorphe, un bourdonnement qui sonne comme l'avènement de la fin des temps», ainsi qu'une condamnation de la violence coloniale.  
Le 26 juillet, KMRU publie un album solo intitulé Natur sur le label Touch. Cette pièce que KMRU a joué durant de nombreux concerts en 2022 et 2023 est décrite dans Igloo Magazine comme «un assemblage de micro-sons, de bruits abstraits et d'ondes sonores sinueuses entrelacées avec le fond sonore». 

## Composition et technique
KMRU déclare créer sa musique avec des logiciels comme Ableton Live, Max/MSP, ou le synthétiseur Lyra-8. 

## Discographie partielle

### Publications solo
- Peel (Editions Mego, 2020)
- Opaquer (Dagoretti Records, 2020)
- Jar (Seil Records, 2020)
- Logue (Injazero, 2021)
- Epoch (Seil Records, 2022)
- Dissolution Grip (OFNOT, 2023)
- Stupor (Other Power, 2023)
- Natur (Touch, 2024)

### Collaborations
- Peripheral (2021) – avec Echium
- Limen (Subtext, 2022) – avec Aho Ssan
- Drawing Water (Vaagner, 2023) – avec Abul Mogard
- Disconnect (Phantom Limb, 2024) – avec Kevin Richard Martin (alias The Bug)
- Temporary Stored II (OFNOT, 2024) – avec Aho Ssan, Jessica Ekomane, Lamin Fofana, Nyokabi Kariũki et Bhavisha Panchia